# Balouta
Balouta es una localidad española perteneciente al municipio de Valle de Ancares, en la comarca de Los Ancares, provincia de León, comunidad autónoma de Castilla y León. Se encuentra en la comarca tradicional de los Ancares.
Se encuentra al noroeste de la provincia de León, en los límites con las de Lugo (Galicia) y Asturias. Se extiende rodeado de suaves elevaciones cuyas laderas se ven verdes durante los meses de verano. Balouta fue hasta finales del siglo XX el máximo exponente de las ancestrales viviendas llamadas pallozas. La arquitectura fue cambiando pero de todas formas sigue siendo el lugar de León donde más casas-palloza existen.
Pertenece al partido judicial de Ponferrada, a 18 km del núcleo urbano de Candín, desde el que se accede a través del puerto de Ancares (conocido también como puerto Viejo de Antero o de la Magdalena) de 1600 m s. n. m.
Al sur del pueblo se encuentra la sierra de Ancares y al norte la de Mingatón. Se halla en una pequeña subcuenca del río Navia, donde afluyen los ríos Balouta y Santadores.
En 1984 se solicitó que fuera reconocido como Bien de Interés Cultural.

## Urbanismo
La arquitectura de Balouta corresponde a un modo peculiar de vida de sus habitantes y estuvo desde sus comienzos adaptada a las necesidades y ocupaciones de los mismos. La economía se basa en la agricultura y ganadería que en general responden a su propio consumo.
La casa tradicional de vivienda fue la palloza y se conservan fotografías muy antiguas —alguna de 1915 hecha por el antropólogo Julio Caro Baroja— en que puede verse cómo el pueblo entero estaba plagado de pallozas y otros teitos auxiliares, y otras más recientes de 1975 en que también puede verse que todavía había un número importante de estas construcciones. Existen además casas edificadas en piedra y con tejado de pizarra, la mayoría aprovechando una antigua palloza reconvertida. En cualquier caso, Balouta presenta una arquitectura popular sin contaminar.
Pallozas
En esta zona las pallozas son de líneas redondeadas, acomodándose al desnivel del terreno. Algunas son bastante grandes llegando a medir más de 10 m de largo y sus muros —de unos 2 m de alto— son de piedra caliza pizarrosa. La cubierta es a cuatro aguas teitada con paja de centeno con la técnica a paleta y rematan la cumbrera o cume de una manera muy original haciendo un trenzado con los colmos de paja que además de ser un elemento útil, resulta atractivo; este trenzado es doble en las cabeceras de los testeros que es donde el viento azota más y hay más peligro de deterioro. Por encima es costumbre colocar unas losas planas de pizarra para mayor sujeción. En uno de los costados alargados se abren los vanos que son dos puertas de acceso a la vivienda y de entrada a la cuadra. El armazón es de madera, ennegrecida por el humo al paso de los años.

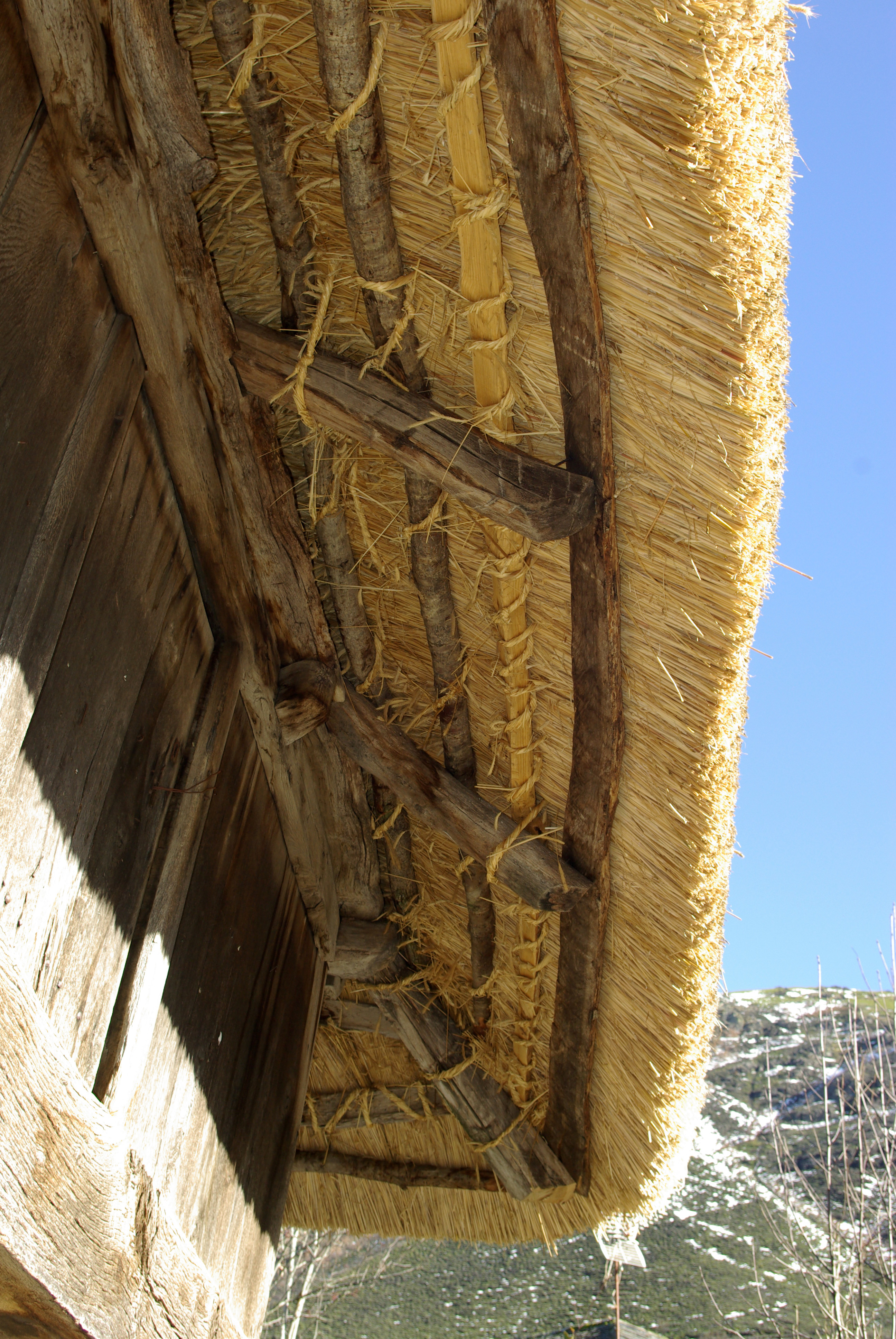
Enrasado con la técnica a paleta.
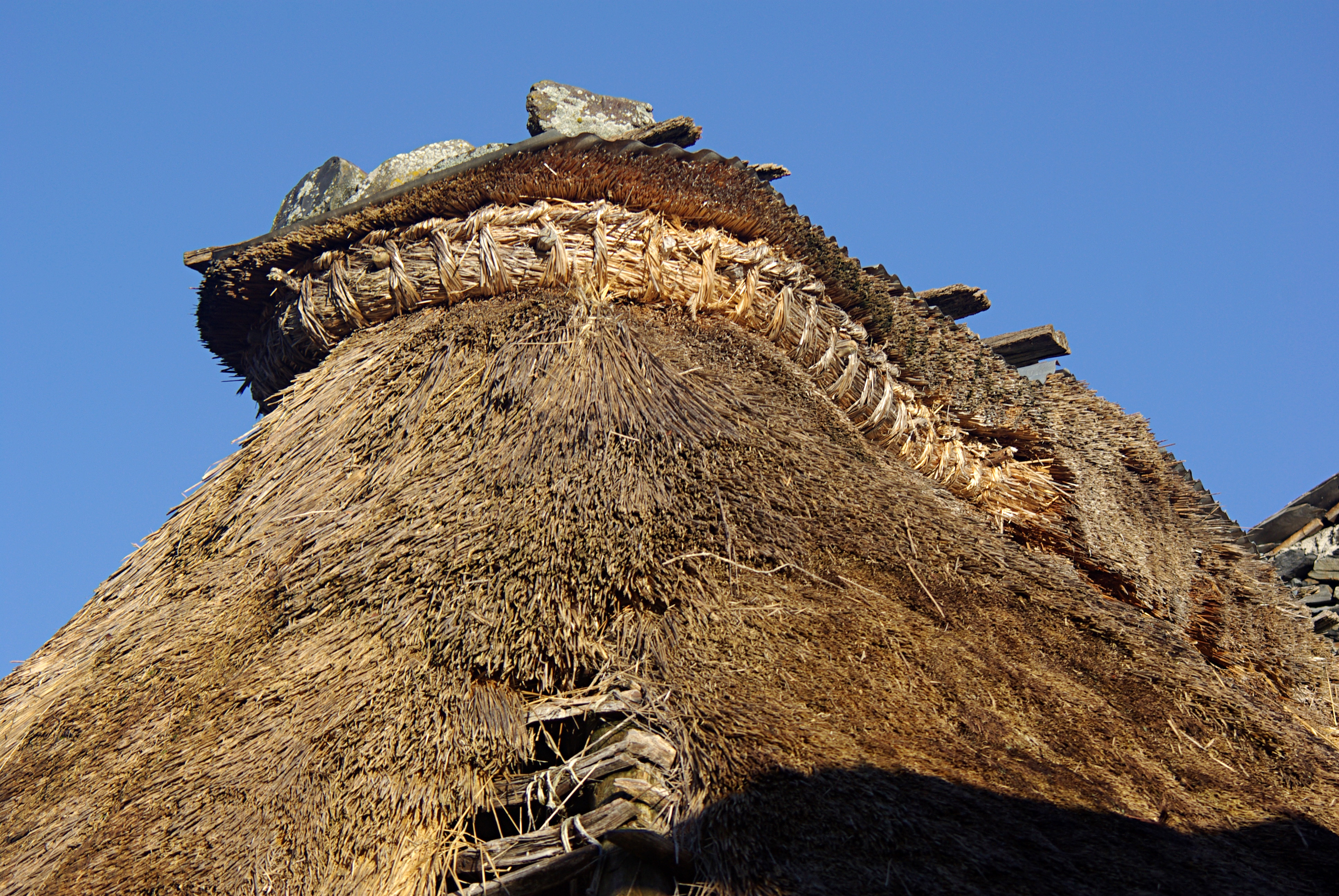
Remate de la cumbrera del testero.
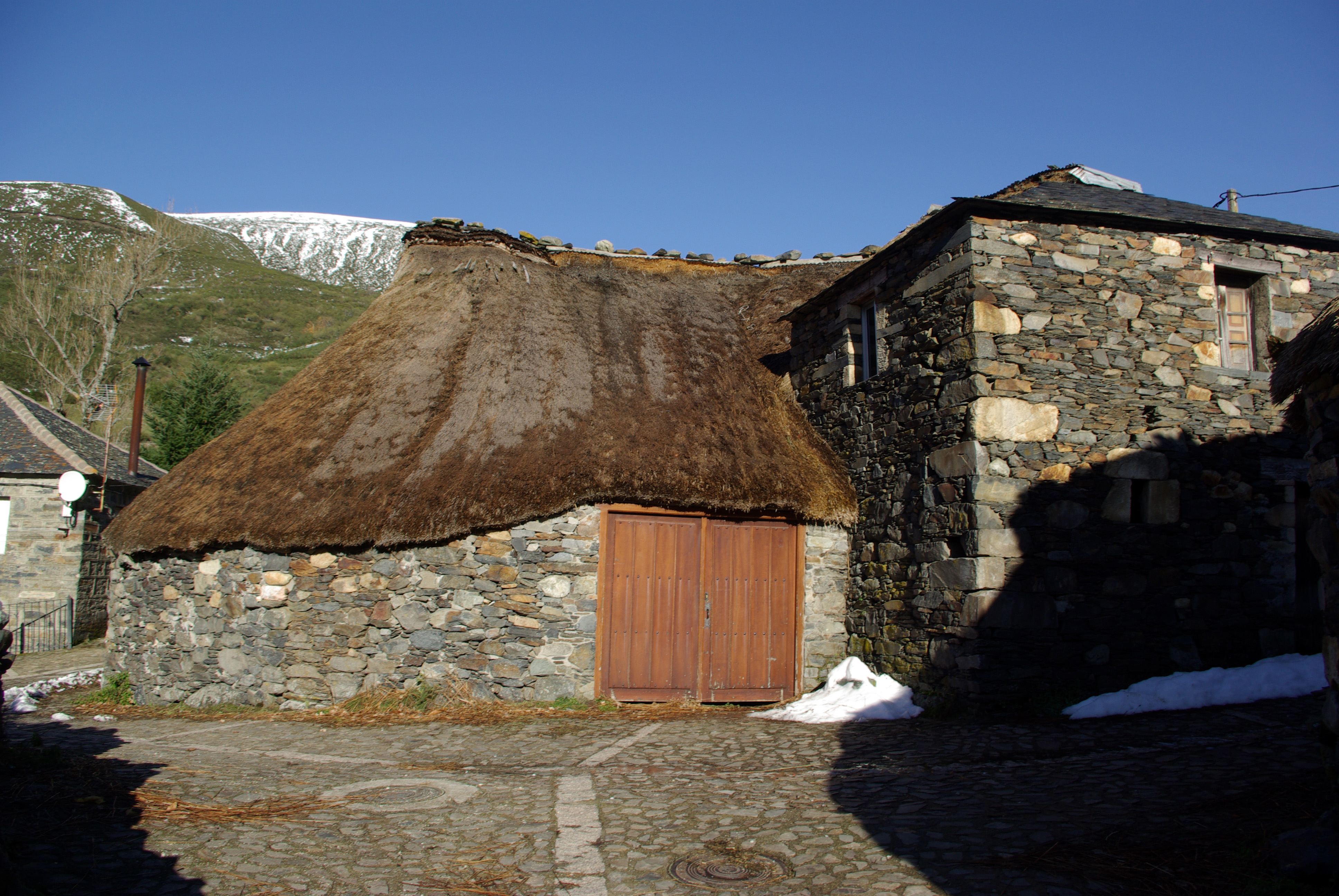
Palloza y su evolución hacia casa de piedra con tejado de pizarra.
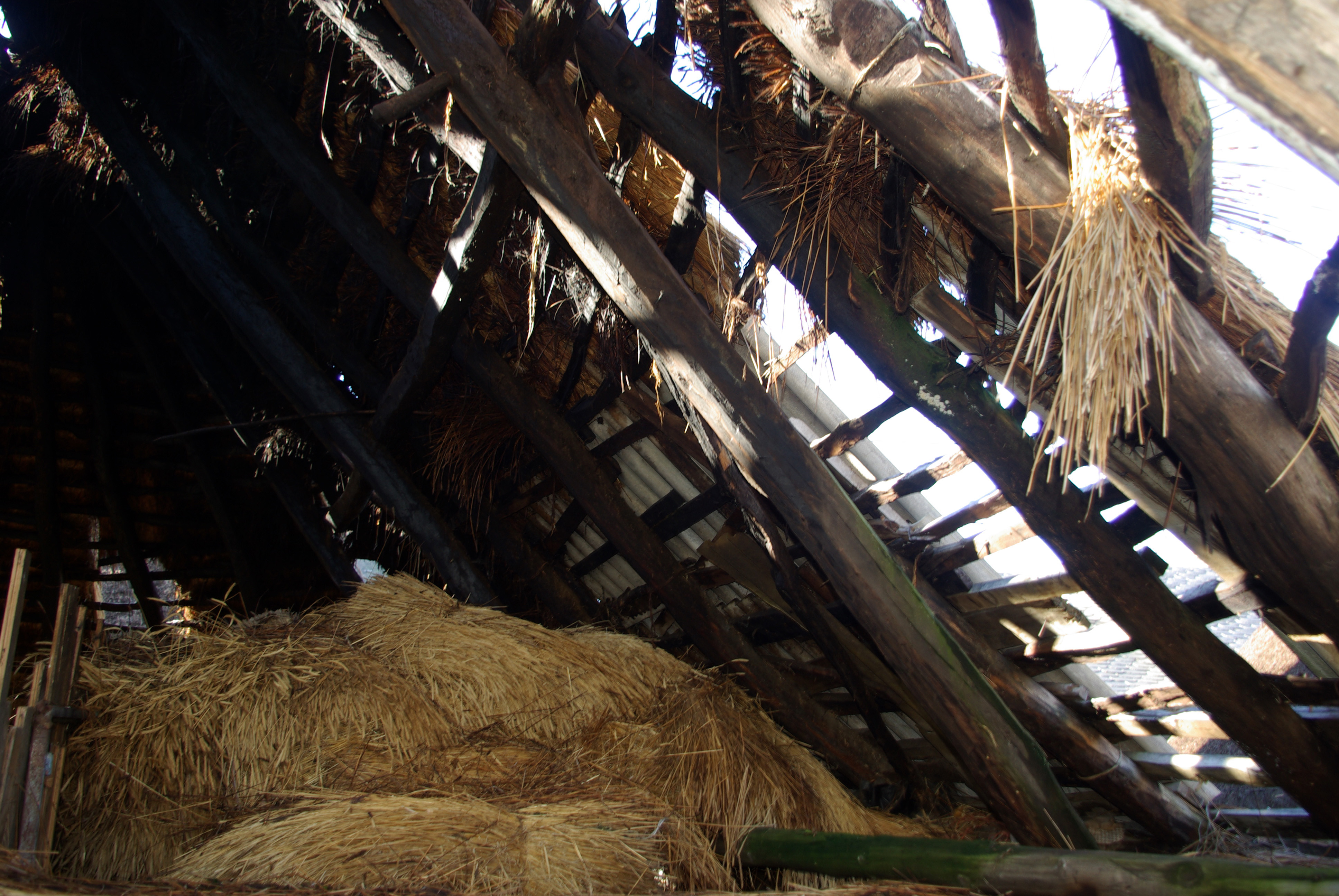
Entramado de madera en la zona del pajar.

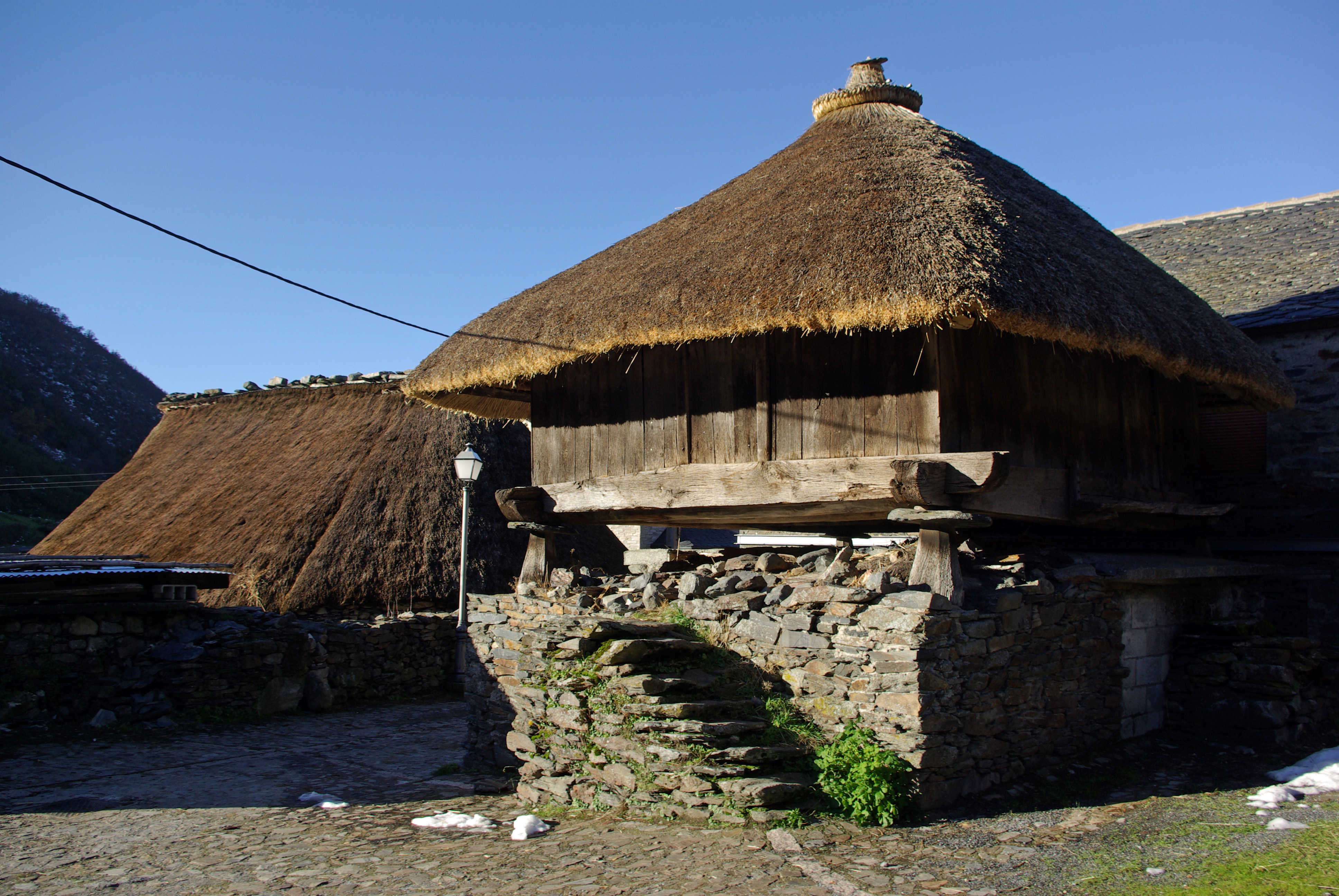
Hórreo colocado sobre paredes de piedra.

En el interior se conserva mobiliario antiguo y enseres en bastantes casas. Otras fueron cambiadas para uso exclusivo de pajar o cuadra y sus habitantes se mudaron a otra casa cercana, también de piedra pero con tejado de pizarra, aprovechando las comodidades modernas. El mobiliario y enseres conservados consisten en escanos (escaños), maseras (artesas), garmalleiras o pregancias (cadenas para colgar el pote), herramientas para fabricar almadreñas, mayales, paletas de teitar, candeleiros (artefacto para iluminar) y chuzos para abatir jabalíes.
Hórreos

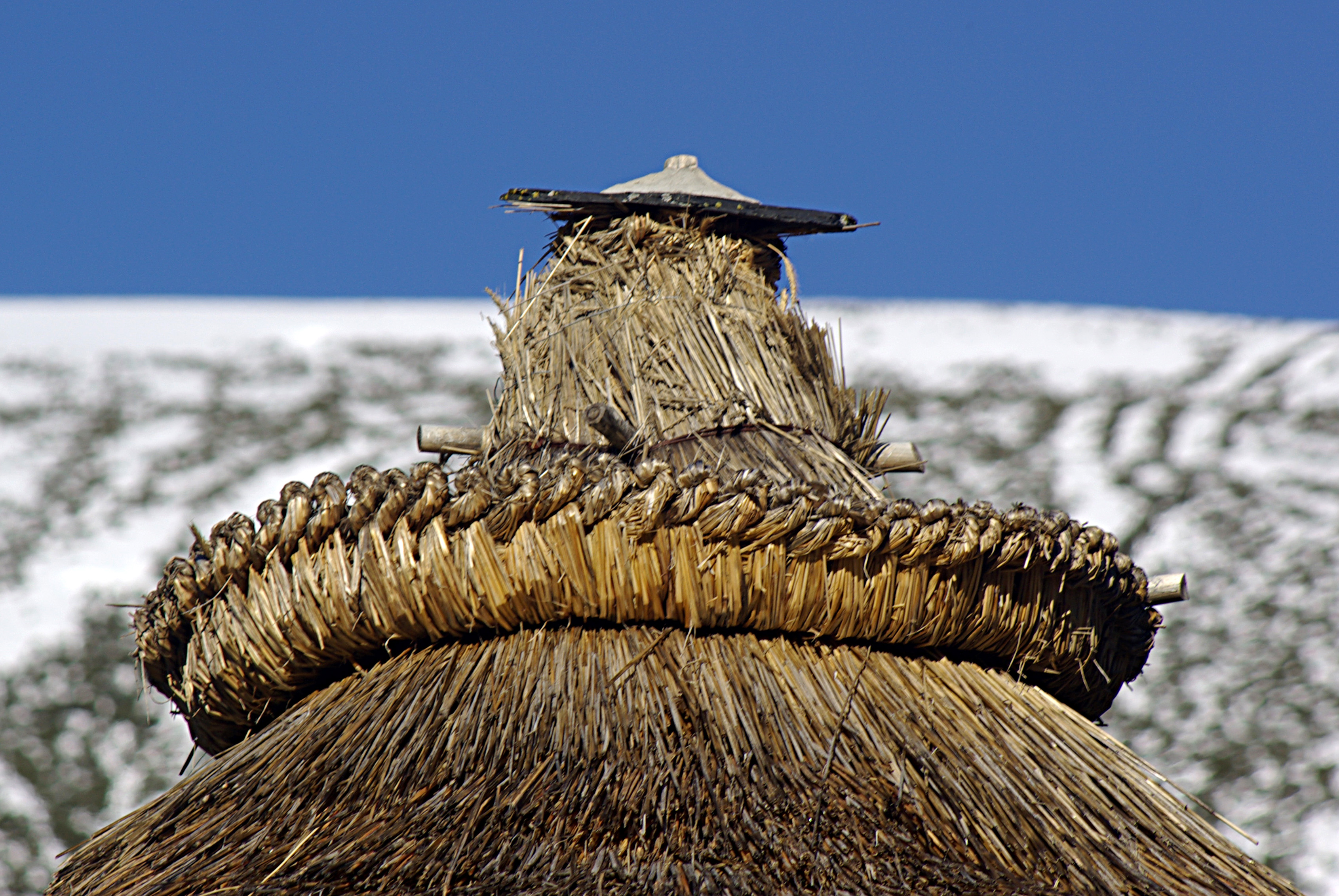
Teito que muestra el trenzado de paja de la cumbre.

En el año 2013 sólo quedaba un hórreo al uso, teitado con paja de centeno. El edificio se alza sobre cuatro paredes construidas de piedra pizarrosa. En una de ellas se abre una puerta que da acceso al espacio donde se guardan algunos aperos o a veces el carro o incluso una tractor. El hórreo se asienta sobre cuatro patas de madera llamadas pegollos. Sobre las patas hay una losa o muela que evita la escalada de los roedores. Entre el suelo del hórreo y el techo del almacén de piedra hay un pequeño espacio de ventilación llamado camaranchón que a veces se aprovecha para colocar las ristras de maíz a la espera del secado. El teito es de paja de centeno hecho con la técnica a paleta, con un acabado inusual en la cumbre: se trata de un trenzado de paja bien anudado que proporciona un aspecto artístico. En su origen la cúspide no estaba cubierta con el clásico sombrerete de metal que muestra en este año de 2013.
Otros edificios notables
El pueblo tiene una iglesia dedicada a Santiago, con algunas imágenes valiosas. Hay una casa antigua que ostenta un escudo nobiliario. Se conservan las ruinas de una antigua trampa para lobos (con cebo vivo) conocida en el lugar como Corralón de los Lobos.